# Muzică de colecție, Vol. 59 – Roșu și Negru
Muzică de colecție, Vol. 59 – Roșu și Negru este o compilație ce conține piese din repertoriul formației Roșu și Negru, lansată la data de 8 septembrie 2008. Materialul a apărut sub formă de compact disc, fiind distribuit de Jurnalul Național, împreună cu un supliment dedicat formației. Compilația face parte din seria „Muzică de colecție / Recurs la România”, fiind editată cu colaborarea caselor de discuri Electrecord și Intercont Music. Primele 6 piese de pe CD aparțin perioadei jazz rock/rock progresiv (anii 1970), în vreme ce celelalte 15 piese fac o incursiune în perioada pop rock (anii 1980). Coperta față conține o fotografie de arhivă, datată 1968, ce îi înfățișează pe Florin Marcovici, Emil Trocan, Nancy Brandes (liderul formației), Ovidiu Lipan „Țăndărică” și basistul Daniel „Moby” Ciornea. Pe verso, într-o fotografie de dimensiuni mai mici, apare una din formulele anilor '80: Liviu Tudan, Gabriel Nacu, Liviu Hrișcu și Adrian Ordean.

## Lista pieselor
1. Cadrane Leopardul/Cîntecul pădurii/Cadrane (1972)
2. Cântecul pădurii Leopardul/Cîntecul pădurii/Cadrane (1972)
3. Imnul copiilor Formații de muzică pop 1 (1975)
4. Oameni de zăpadă Oameni de zăpadă/Pastorală (1974)
5. Pădurea l-a gonit Pădurea l-a gonit/Copiii păcii (1975)
6. Leopardul din Kilimanjaro Leopardul/Cîntecul pădurii/Cadrane (1972)
7. Pseudofabulă ...Pseudofabulă (1985)
8. La poarta vieții ...Pseudofabulă (1985)
9. Copilul și soarele ...Pseudofabulă (1985)
10. Pasărea iubirii ...Pseudofabulă (1985)
11. Semnul tău Semnul tău (1988)
12. Mâine Semnul tău (1988)
13. Când pleci tu Semnul tău (1988)
14. Te-aștept să vii Semnul tău (1988)
15. Joc în doi Semnul tău (1988)
16. Nu te opri Semnul tău (1988)
17. Cu fiecare vis Semnul tău (1988)
18. Zbor Culori (1986)
19. Amurgul Culori (1986)
20. Să cerem soarelui lumină Semnul tău (1988)
21. Alfabetul Alfabetul/Hai acasă (1980)